# Specificita
Specificita je statistický údaj v medicíně, biologii a epidemiologii, který udává schopnost testu rozpoznat osoby bez nemoci, tedy pravděpodobnost, že test bude negativní, když osoba není nemocná. Specificita testu je rovna podílu počtu správně negativních testů ku počtu testů celkem. Stejně jako senzitivita se udává v procentech, nicméně v praxi obecně nikdy nedosahuje 100 % a zároveň neklesá pod 50 %, jelikož pokud správně rozeznává zdravé, ale špatně je klasifikuje, lze vzhledem k binárnímu počtu kategorií (pozitivní a negativní) pouze sytém klasifikace obrátit (testem s <50% specificitou vyhodnocené nemocné lze zařadit do kategorie zdravých). 50 % specificity lze docílit náhodným provedením testu, například hodem mincí. Spolehlivé testy mají specificitu nad 95 %. Příčinou výskytu falešně pozitivních výsledků, tedy nízké specificity, jsou například nespecifické reakce, v sérologii je to například zkřížená reakce antigenu s jinými protilátkami[zdroj?].